# Jubilee Trophy 2024 (Newfoundland en Labrador)
De Jubilee Trophy 2024 was het 48e seizoen van de vrouwenvoetbalcompetitie van Newfoundland en Labrador, de oostelijkste provincie van Canada. In de finale van de play-offs kroonde Holy Cross FC zich voor de negende opeenvolgende keer tot kampioen.

## Clubs
De competitie telde in 2024 vier clubs die allen gevestigd waren in de Metropoolregio St. John's. Dit waren dezelfde vier clubs die ook in de Jubilee Trophy uitkwamen in het seizoen 2023.
| Team                   | Stad/gemeente | Complex                      |
| ---------------------- | ------------- | ---------------------------- |
| Feildians AA           | St. John's    | King George V Park           |
| Holy Cross FC          | St. John's    | King George V Park           |
| St. John's Soccer Club | St. John's    | King George V Park           |
| Paradise Soccer Club   | Paradise      | Dianne Whalen Soccer Complex |

## Competitie

### Reguliere competitie
De reguliere competitie werd afgetrapt op 13 mei 2024 en afgesloten met de wedstrijden op 1 augustus 2024. Alle teams speelden zesmaal tegen elkaar (driemaal thuis en driemaal uit) om tot een klassement op basis van achttien wedstrijden te komen.
| Pos | Team          | Wed | W  | G | V  | Ptn | DV | DT | +/− | Kwalificatie                |
| --- | ------------- | --- | -- | - | -- | --- | -- | -- | --- | --------------------------- |
| 1   | Holy Cross FC | 18  | 13 | 5 | 0  | 44  | 58 | 14 | +44 | Kwalificatie voor play-offs |
| 2   | Feildians AA  | 18  | 11 | 4 | 3  | 37  | 43 | 18 | +25 | Kwalificatie voor play-offs |
| 3   | St. John's SC | 18  | 7  | 1 | 10 | 22  | 30 | 37 | −7  | Kwalificatie voor play-offs |
| 4   | Paradise SC   | 18  | 0  | 0 | 18 | 0   | 7  | 69 | −62 | Kwalificatie voor play-offs |

### Play-offs
De play-offs vonden plaats van donderdag 8 augustus tot en met zaterdag 10 augustus 2024 in het King George V Park in St. John's. Deze eindronde bestond uit een systeem van halve finales gevolgd door een finale.
Doordat de competitie slechts vier ploegen telt, is iedereen dus automatisch gekwalificeerd voor de eindronde. De winnaar van de reguliere competitie heeft daarbij wel steeds het voordeel dat ze het in de halve finales mogen opnemen tegen de laagst gerangschikte ploeg (en dus een betere kans op het spelen van de finale hebben).
| Wedstrijd       | Tijdstip               | Ploeg 1       | Uitslag | Ploeg 2       |
| --------------- | ---------------------- | ------------- | ------- | ------------- |
| 1e halve finale | do 08 aug 2024 (19u00) | Holy Cross FC | 6–0     | Paradise SC   |
| 2e halve finale | do 08 aug 2024 (21u00) | Feildians AA  | 3–2     | St. John's SC |
|                 |                        |               |         |               |
| Finale          | za 10 aug 2024 (14u00) | Holy Cross FC | 1–0     | Feildians AA  |

In de finale namen de nummers 1 en 2 van de reguliere competitie het tegen elkaar op. Holy Cross FC, dat de reguliere competitie ongeslagen had gewonnen, wist in de seizoenfinale uiteindelijk met 1–0 te winnen van de Feildians. Ze behaalden zo voor de dertiende maal in de clubgeschiedenis de provinciale eindzege bij de dames en kwalificeerden zich tegelijk voor de editie 2024 van de nationale Jubilee Trophy.